# Незабудько Панько
Панько́ Незабу́дько (Анато́ль Фе́дорович Демусь; 30 червня 1919 — 17 лютого 2001) — український гуморист, сатирик, фейлетоніст. Інший псевдонім — Мікі Сукенсон. Член Асоціації діячів української культури в США.

## Життєпис
Народився 30 червня 1919 року в селі Павловичі Грубешівського повіту на Холмщині. Освіту здобував у селі Нісмичах, потім у Павловичах.
Емігрував з України, редагував табірні бюлетені в Німеччині, співробітничав із часописами.
У 1950—1956 роках перебував у Аргентині, працював у журналі «Мітла», газетах «Наш клич» та «Українське слово».
1956 року переїхав до США, мешкав у штаті Вашингтон.
Помер 17 лютого 2001 року у місті Спокан.

## Творчість
Автор збірок:
- «У кривому дзеркалі» (1973);
- «Холмські усмішки» (1974);
- «Еміграційні родзинки» (1978);
- «Перо під ребро» (1981);
- «Сатирикон» (1987);
- «Скоморох» (1990);
- «Життя в карикатурах» (1998).

## Видання
- Панько Незабудько У кривому дзеркалі [Архівовано 23 листопада 2021 у Wayback Machine.]. Буенос-Айрес: Вид-во Ю. Середяка, 1973. 178 с.
- Панько Незабудько Холмські усмішки [Архівовано 23 листопада 2021 у Wayback Machine.]. Буенос-Айрес: Вид-во Ю. Середяка, 1974. 158 с.
- Панько Незабудько Еміграційні родзинки [Архівовано 23 листопада 2021 у Wayback Machine.]. Буенос-Айрес: Вид-во Ю. Середяка, 1978. 202 с.
- Панько Незабудько Перо під ребро [Архівовано 23 листопада 2021 у Wayback Machine.]. Буенос-Айрес: Вид-во Ю. Середяка, 1981. 224 с.
- Панько Незабудько Сатирикон. Буенос-Айрес: Вид-во Ю. Середяка, 1987. 212 с.
- Панько Незабудько Скоморох [Архівовано 23 листопада 2021 у Wayback Machine.]. Буенос-Айрес: Вид-во Ю. Середяка, 1990. 200 с.